# نگلپ
نگلپ (به لاتین: Nielep) یک روستا در لهستان است که در گمینا رانبینو واقع شده‌است. نگلپ ۳۶۰ نفر جمعیت دارد.